# 유비벨록스 일루미너스 T9
유비벨록스 일루미너스 T9(Illuminus T9)은 유비벨록스가 제조, 판매하는 8.9인치 태블릿으로 멀티미디어에 특화되어 있다. 광시야각 IPS패널이 적용된 8.9인치 1280 X 768 해상도의 화면을 가지고 있고, 구글 공식 인증으로 안드로이드 애플리케이션 마켓을 이용할 수 있다. Movie & Music 전용앱이 설치되어 있다.